# Stellar (fizetési hálózat)
A Stellar vagy a Stellar Lumens egy nyílt forráskódú, decentralizált protokoll digitális valutához, amely lehetővé teszi az alacsony költségű pénzátutalásokat, a határokon átnyúló tranzakciókat bármely devizapár között. A Stellar protokollt egy delaware-i nonprofit vállalat, a Stellar Development Foundation támogatja. A szervezet nem élvez 501(c)(3) szerinti adómentességet az IRS-nél.

## Története
2014-ben Jed McCaleb, a Mt. Gox alapítója és a Ripple társalapítója indította a Stellar hálózati rendszert Joyce Kim korábbi ügyvédjével közösen. A hivatalos indulás előtt McCaleb létrehozta a "Secret Bitcoin Project" weboldalt, amely alfa fázisban lévő terméktesztelőket keresett. A nonprofit Stellar Development Foundation a Stripe vezérigazgatójával, Patrick Collisonnal együttműködésben jött létre, a projektet hivatalosan 2014 júliusában indították el. A Stellar 3 millió dolláros seed tőketámogatást kapott a Stripe-tól.
A Stellar decentralizált fizetési hálózatként és protokollként jelent meg, natív valutájával, a stellarral (később XLM). Az induláskor a hálózat 100 milliárd stellarral rendelkezett. Ezek 25 százalékát más nonprofit szervezetek kapnák, amelyek a pénzügyi inkluzivitás érdekében dolgoznak. A Stripe a natív tokenek 2 százalékát avagy 2 milliárd XLM-et kapott a befektetéséért cserébe. Az eredeti nevén stellar kriptovalutát később Lumensre vagy XLM-re keresztelték át. 2014 augusztusában a Mercado Bitcoin, az első brazil bitcointőzsde bejelentette, hogy a Stellar hálózatot fogja használni. 2015 januárjában a Stellar körülbelül 3 millió regisztrált felhasználói fiókkal rendelkezett a platformján, piaci kapitalizációja pedig csaknem 15 millió dollár volt.
A Stellar Development Foundation 2015 áprilisában kiadott egy frissített protokollt egy új konszenzus algoritmussal, amely 2015 novemberében lépett életbe. Az új algoritmus az SCP-t, egy David Mazières stanfordi professzor által létrehozott kriptovaluta protokollt használt.
A Lightyear.io, a Stellar profitorientált szervezete 2017 májusában indult a vállalat kereskedelmi ágaként. 2017 szeptemberében a Stellar bejelentette a Stellar Partnership Grant Programme részét képező juttatási programot, amely legfeljebb 2 millió dollár értékű Lumen támogatást nyújt a partnereknek projektfejlesztésre. 2018 szeptemberében a Lightyear Corporation felvásárolta a Chain Inc.-t, és az egyesült vállalat az Interstellar nevet kapta.
2021-ben a Franklin Templeton elindította az első „tokenizált” amerikai befektetési alapot a Stellar használatával.

## Felhasználás
2015-ben bejelentették, hogy a Stellar integrációt ad ki a Vumira, a dél-afrikai Praekelt Alapítvány nyílt forráskódú üzenetküldő platformjára. A Vumi a mobiltelefonos beszélgetési időt használja pénznemként a Stellar protokoll segítségével. A Stellar 2015 áprilisában együttműködött a felhőalapú banki szoftvercéggel, az Oradiannal, hogy integrálja a Stellart az Oradian banki platformjába, hogy mikrofinanszírozási intézményeket (MFI-ket) regisztráltathasson Nigériában.
A Deloitte 2016-ban jelentette be integrációját a Stellarral, hogy létrehozza a határokon átnyúló fizetési alkalmazását, a Deloitte Digital Bankot. 2016 decemberében bejelentették, hogy a Stellar fizetési hálózata kibővült a Coins.ph-val, a Fülöp-szigeteken működő mobilfizetési startuppal, az indiai ICICI Bankkal, az afrikai Flutterwave mobilfizetési céggel és a francia Tempo Money Transfer átutalási vállalattal.
2017 októberében a Stellar együttműködött az IBM-mel és a KlickEx-szel, hogy megkönnyítse a határokon átnyúló tranzakciókat a dél-csendes-óceáni régióban. Az IBM által kifejlesztett határokon átnyúló fizetési rendszer partnerségeket foglal magában a térség bankjaival. A Lumens digitális valuta a 13. helyen állt a piaci értékét tekintve az IBM-partnerség idején a kriptovaluták top 100-as rangsorában.
2017 decemberében a TechCrunch bejelentette a Stellar együttműködését a SureRemittel, egy nigériai székhelyű nem készpénzes átutalási platformmal.
2020 decemberében Thaiföld legrégibb és egyben legnagyobb bankja, a Siam Commercial Bank (SCB), a Stellar blokkláncát választotta a Dél-Koreából érkező nemzetközi utalások lebonyolítására.
2021. január 6-án Ukrajna Digitális Transzformációs Minisztériuma együttműködést és partnerséget jelentett be a Stellarral az ukrajnai digitális infrastruktúra fejlesztésében, ami után az XLM értéke 40%-kal nőtt.

## Ökoszisztéma
A Stellar aktív közösségi ökoszisztémával rendelkezik, és a Stellar Community Fund segítségével támogatja a Stellar Networköt hasznosító projekteket.

## Áttekintés
A Stellar egy nyílt forráskódú protokoll pénzeszközök vagy tokenek váltására a Stellar Consensus Protocol használatán keresztül. A platform forráskódja a GitHubon szabadon megtekinthető.
A szerverek a protokoll szoftveres megvalósítását futtatják, és az internetet használják más Stellar szerverekhez való csatlakozáshoz és kommunikációhoz. Minden kiszolgáló tárolja a hálózat összes fiókjának főkönyvét. 3 csomópontot a Stellar Development Foundation üzemeltet 21 másik szervezettel együttműködve, összesen 66 validátor csomópontot biztosítva. A számlák közötti tranzakciók nem bányászattal, hanem egy kvórumszeletben lévő számlák közötti konszenzusos folyamaton keresztül történnek. A jelenlegi hálózati díj 100 stroop, ami 0,00001 XLM-nek felel meg.